# Villa Krause
Villa Krause, chiamata anche Ciudad Ingeniero Krause, è una città argentina del dipartimento di Rawson, del quale è capoluogo, nella provincia di San Juan. Si trova a 7 km a sud-ovest del capoluogo provinciale di San Juan.
Villa Krause è considerato il principale centro commerciale, finanziario ed amministrativo della provincia, dopo San Juan, all'interno dell'area metropolitana denominata Gran San Juan, a sua volta centro principale della cosiddetta componente Rawson, l'area con il maggior numero di abitanti della provincia di San Juan.